# Ellie Chowns

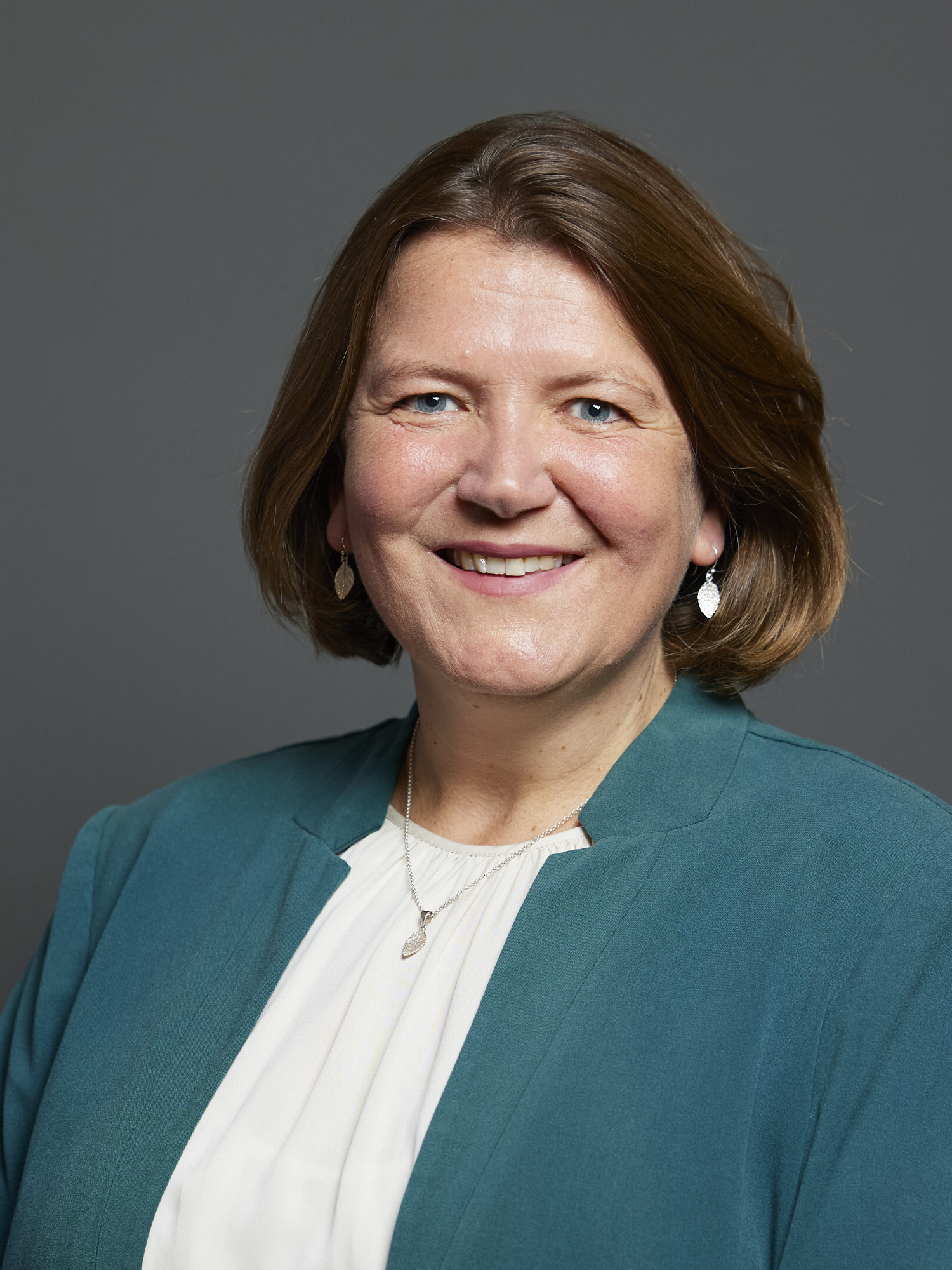
Ellie Chowns (2024)

Eleanor Elizabeth "Ellie" Chowns (* 7. März 1975 in Chertsey) ist eine britische Politikerin (Green Party of England and Wales). Seit 2024 ist sie MP im britischen House of Commons. Zuvor war sie nach der Europawahl 2019 bis zum EU-Austritt des Vereinigten Königreichs am 31. Januar 2020 Mitglied des Europäischen Parlaments.

## Leben

### Ausbildung
Ellie Chowns studierte Geographie, Umweltwissenschaften und Entwicklungswissenschaften an der University of Sussex. Das Studium schloss sie 1997 mit einem Bachelor of Arts ab. Anschließend studierte sie einen Master of Professional Studies (MProf) in Sustainable Development an der Middlesex University, den sie 1998 abschloss. Chowns promovierte 2014 in International Development Studies an der University of Birmingham, ihre Dissertation trägt den Titel „The political economy of community management: a study of factors influencing sustainability in Malawi’s rural water supply sector“.
Neben ihrer akademischen Karriere war sie mehrere Jahre für gemeinnützige Organisationen tätig, unter anderem Voluntary Service Overseas sowie Christian Aid. Des Weiteren dozierte sie an der University of Birmingham.

### Politische Karriere
Ellie Chowns engagiert sich seit 2015 politisch. 2017 wurde sie als Gemeinderätin im Rat von Herefordshire gewählt und leitete dort die Fraktion der Grünen. 2019 wurde sie mit 78,6 Prozent der Stimmen für den Gemeinderat wiedergewählt.
Bei der Europawahl 2019 trat sie im Europawahlkreis West Midlands an. Die Grünen gewannen dort 10,66 Prozent der Stimmen und damit ein Mandat, das Chowns annahm. Im Europäischen Parlament trat sie der Fraktion Die Grünen/EFA bei, für die sie Mitglied im Ausschuss für internationalen Handel sowie stellvertretendes Mitglied im Entwicklungsausschuss war. Im Rahmen des Austritts des Vereinigten Königreichs aus der Europäischen Union verließ Chowns das Europäische Parlament zum 31. Januar 2020.
Bei der Britischen Unterhauswahl 2017 kandidierte sie erstmals im Wahlkreis North Herefordshire und erhielt 5,5 Prozent der Stimmen. Bei der Unterhauswahl 2019 trat sie erneut an und erreichte mit 9,3 Prozent der Stimmen den vierten Platz. Bei der Unterhauswahl 2024 gewann sie mit 43,2 % den Wahlkreis, der (samt seiner Vorläufer-Wahlkreise) seit 1906 stets von der Conservative Party gewonnen wurde.